# Ui-te-Rangiora
Ui-te-Rangiora (Rarotonga, ... – ...; fl. VII secolo) è stato un leggendario navigatore polinesiano del VII secolo proveniente dall'isola di Rarotonga, un'isola del Pacifico del sud appartenente all'arcipelago delle isole Cook.

## La leggenda

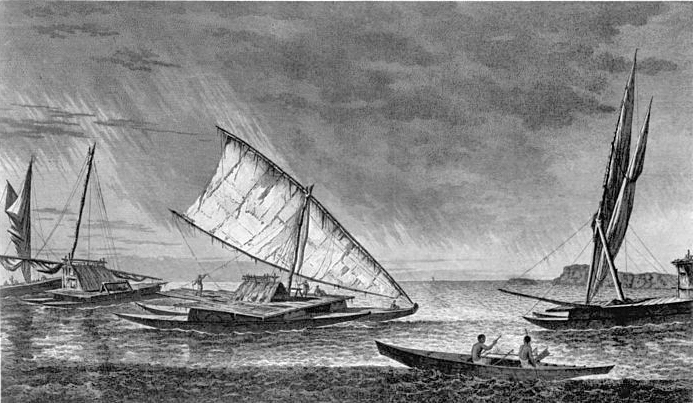

Si conosce molto poco di Ui-te-Rangiora o della Polinesia primitiva per trarre conclusioni certe circa la scoperta dell'Antartide da parte di questo navigatore, tuttavia, nelle leggende Maori si narra che, attorno al 650, Ui-te-Rangiora guidò una flotta di waka tīwai, canoe per pescare e viaggiare sui fiumi tipiche delle popolazioni polinesiane, verso sud nell'oceano antartico finché non raggiunse «rocce che uscivano dal mare, nel territorio oltre Rapa». Questa descrizione potrebbe far pensare al fatto che abbia avvistato banchi di ghiaccio (pezzi di banchisa) e iceberg, tanto più se si pensa al fatto che chiamò quest'area dell'oceano Tai-uka-a-pia (letteralmente: «schiuma marina come radice di maranta») a causa del fatto che i banchi di ghiaccio erano simili alla farina che si ottiene dalla radice di maranta (in particolare della Maranta arudinacea). Secondo alcuni storici, Ui-te-Rangiora potrebbe addirittura aver raggiunto la barriera di Ross senza però sbarcarvi.

## Attendibilità
La veridicità del fatto che Ui-te-Rangiora abbia in effetti raggiunto le acque antartiche è stata più volte messa in dubbio. A favore di tale ipotesi c'è però il fatto che già nel 1886 furono ritrovati sulle isole Antipodi, oggi appartenenti alle isole sub-antartiche della Nuova Zelanda, alcuni frammenti di ceramica risalenti alla civiltà di Lapita, una civiltà apparsa nell'arcipelago di Bismarck e prosperata fra il 1500 a.C. e il 500 a.C. (sembra anche fino al 250 a.C.), ritenuta alla base delle diverse popolazioni austronesiane. Tali ritrovamenti testimoniano infatti che le popolazioni austronesiane si erano già spinte molto a sud (le Antipodi si trovano ad una latitudine di 49°40'S) ben mille anni prima dell'epoca di Ui-te-Rangiora.